# Cargolia marmorinata
Cargolia marmorinata är en fjärilsart som beskrevs av Max Joseph Bastelberger 1908. Cargolia marmorinata ingår i släktet Cargolia och familjen mätare. Inga underarter finns listade i Catalogue of Life.